# Ílam

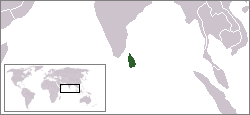
Địa điểm của Ilam, kể cả Sri Lanka và các lãnh thổ do Tamil Ilam xác nhận

Ilam (tiếng Tamil: ஈழம், īḻam) cũng được viết là Eezham, Ealam, Eelam hay Izham là một tên gốc tiếng Tamil cho đảo quốc Sri Lanka ở Nam Á. Ilam cũng là tên cho đại kích (một giống cây), rượu mạnh hòa đường (thức uống) và vàng. Không rõ nguồn gốc nguyên học của chữ này, mặc dù có nhiều giả thuyết trái ngược nhau.